# Cis laphami
Cis laphami es una especie de coleóptero de la familia Ciidae.
Habita en Samoa.